# Pillars of Ash
Pillars of Ash, uitgegeven in 2016, is het vierde studioalbum van de Amerikaanse sludgemetal band Black Tusk.

## Bezetting
- Andrew Fidler – Gitaar, zang
- James May – Drums, zang
- Corey Barhorst – Basgitaar, zang

## Nummers
1. God's on Vacation	-	02:48
2. Desolation of Endless Times	-	02:24
3. Bleed on Your Knees	-	04:04
4. Born of Strife	-	03:06
5. Damned in the Ground	-	02:59
6. Beyond the Divide	-	02:35
7. Black Tide	-	03:53
8. Still Not Well	-	03:28
9. Walk Among the Sky	-	04:10
10. Punkout (Tank 18 cover)	-	02:15
11. Leveling	-	02:52